# Werleshausen
Werleshausen ist ein Stadtteil von Witzenhausen  im nordhessischen Werra-Meißner-Kreis. Die erste urkundliche Erwähnung war im Jahr 876 n. Chr. 

## Geographie
Werleshausen liegt in der Nähe des Dreiländerecks Hessen-Thüringen-Niedersachsen am Westrand des Eichsfeldes, an der Werra und der Bahnstrecke Frankfurt–Göttingen. Es ist Teil des Kirschenanbaugebietes rund um Witzenhausen.

## Geschichte

### Ortsgeschichte
| Jahr        | Ereignis |
| ----------- | --- |
| 876         | Erste urkundliche Erwähnung durch König Ludwig den Deutschen auf einer Reichsversammlung in Ingelheim |
| 1357        | Zugehörigkeit zum Gericht Hanstein bis 1857; Ausübung der Lehnshoheit unter anderem in „Wedirodishusen“ |
| 1415        | Erbauung des Ludwigsteins durch Landgraf Ludwig I. von Hessen mit dem Ziel, die Handelsstraßen vor den Überfällen der Hansteiner zu schützen |
| 1556 / 1565 | Neubau des schlossähnlichen Herrenhauses im Renaissance-Stil des damaligen Ritterguts Werleshausen durch Merten von Hanstein und seine Frau Margret geb. von der Hauben (auf Grundmauern aus dem 12./13. Jahrhundert). Das Herrenhaus ist weit über die Werra hinaus bekannt als bauliches Erkennungszeichen von Werleshausen. |
| 1803        | Das Eichsfeld und damit Werleshausen fällt an das Königreich Preußen |
| 1803        | Neubau der Kirche – 1805 |
| 1815        | Festlegung auf dem Wiener Kongress: Der Landkreis Heiligenstadt gehört zum Königreich Preußen, Provinz Sachsen, Regierungsbezirk Erfurt |
| 1870        | bis 1875 Bau der Eisenbahnstrecke Göttingen – Bebra durch die Gemarkung Werleshausen |
| 1880        | Bau der ersten Werrabrücke |
| 1945        | Nach der Erklärung von Jalta besetzen sowjetische Truppen ganz Thüringen |
| 1945        | Wanfrieder Abkommen: Wegen der Eisenbahnstrecke werden Werleshausen und Neuseesen dem Kreis Witzenhausen, amerikanische Besatzungszone, angegliedert |
| 1961        | bis 1965 Bau der B 27-Werrabrücke im Unterfeld |
| 1971        | Im Zuge der Gebietsreform in Hessen zum 31. Dezember freiwillige Eingemeindung in die Stadt Witzenhausen. Für die nach Witzenhausen eingegliederten, ehemals eigenständigen Gemeinden wurde je ein Ortsbezirk mit Ortsbeirat und Ortsvorsteher nach der Hessischen Gemeindeordnung gebildet.                                   |
| 1981        | Beginn der Dorferneuerung |
| 1989        | bis 1990 Öffnung der Grenze auf dem Weg zur Burg Hanstein und nach Lindewerra |

### Bevölkerung
Einwohnerstruktur 2011
Nach den Erhebungen des Zensus 2011 lebten am Stichtag, dem 9. Mai 2011, in Werleshausen 396 Einwohner. Darunter waren 6 (1,5 %) Ausländer. Nach dem Lebensalter waren 69 Einwohner unter 18 Jahren, 159 zwischen 18 und 49, 90 zwischen 50 und 64 und 78 Einwohner waren älter. Die Einwohner lebten in 171 Haushalten. Davon waren 51 Singlehaushalte, 54 Paare ohne Kinder und 51 Paare mit Kindern, sowie 12 Alleinerziehende und 3 Wohngemeinschaften. In 36 Haushalten lebten ausschließlich Senioren und in 111 Haushaltungen lebten keine Senioren.
Einwohnerentwicklung
| Werleshausen: Einwohnerzahlen von 1834 bis 2022 | Werleshausen: Einwohnerzahlen von 1834 bis 2022 | Werleshausen: Einwohnerzahlen von 1834 bis 2022 | Werleshausen: Einwohnerzahlen von 1834 bis 2022 | Werleshausen: Einwohnerzahlen von 1834 bis 2022 |
| --- | ----------------------------------------------- | ----------------------------------------------- | ----------------------------------------------- | ----------------------------------------------- |
| Jahr |                                                 |                                                 |                                                 | Einwohner                                       |
| 1834 | 1834                                            |                                                 | 485                                             | 485                                             |
| 1840 | 1840                                            |                                                 | 484                                             | 484                                             |
| 1846 | 1846                                            |                                                 | 481                                             | 481                                             |
| 1852 | 1852                                            |                                                 | 461                                             | 461                                             |
| 1858 | 1858                                            |                                                 | 481                                             | 481                                             |
| 1864 | 1864                                            |                                                 | 392                                             | 392                                             |
| 1871 | 1871                                            |                                                 | 380                                             | 380                                             |
| 1875 | 1875                                            |                                                 | 383                                             | 383                                             |
| 1885 | 1885                                            |                                                 | 392                                             | 392                                             |
| 1895 | 1895                                            |                                                 | 378                                             | 378                                             |
| 1905 | 1905                                            |                                                 | 398                                             | 398                                             |
| 1910 | 1910                                            |                                                 | 390                                             | 390                                             |
| 1925 | 1925                                            |                                                 | 382                                             | 382                                             |
| 1939 | 1939                                            |                                                 | 360                                             | 360                                             |
| 1946 | 1946                                            |                                                 | 640                                             | 640                                             |
| 1950 | 1950                                            |                                                 | 643                                             | 643                                             |
| 1956 | 1956                                            |                                                 | 548                                             | 548                                             |
| 1961 | 1961                                            |                                                 | 509                                             | 509                                             |
| 1967 | 1967                                            |                                                 | 538                                             | 538                                             |
| 1970 | 1970                                            |                                                 | 551                                             | 551                                             |
| 1980 | 1980                                            |                                                 | ?                                               | ?                                               |
| 1990 | 1990                                            |                                                 | ?                                               | ?                                               |
| 2000 | 2000                                            |                                                 | ?                                               | ?                                               |
| 2011 | 2011                                            |                                                 | 396                                             | 396                                             |
| 2015 | 2015                                            |                                                 | 404                                             | 404                                             |
| 2022 | 2022                                            |                                                 | 424                                             | 424                                             |
| Datenquelle: Historisches Gemeindeverzeichnis für Hessen: Die Bevölkerung der Gemeinden 1834 bis 1967. Wiesbaden: Hessisches Statistisches Landesamt, 1968. Weitere Quellen: LAGIS; Stadt Witzenhausen; Zensus 2011 |                                                 |                                                 |                                                 |                                                 |

Historische Religionszugehörigkeit
| • 1961: | 435 evangelische (= 85,46 %), 70 katholische (= 13,75 %) Einwohner |

## Politik
Für Werleshausen besteht ein Ortsbezirk (Gebiete der ehemaligen Gemeinde Werleshausen) mit Ortsbeirat und Ortsvorsteher nach der Hessischen Gemeindeordnung. Der Ortsbeirat besteht aus fünf Mitgliedern. Bei den Kommunalwahlen in Hessen 2021 betrug die Wahlbeteiligung zum Ortsbeirat 61,37 %. Es erhielten die SPD mit 52,91 % drei Sitze und das Bündnis 90/Die Grünen mit 47,09 % zwei Sitze. Der Ortsbeirat wählte Peter Rode (SPD) zum Ortsvorsteher.

## Sehenswürdigkeiten
- Ev. Dorfkirche, erbaut 1803–1806, mit seltener Altarwand mit Kanzel
- Historische Fachwerkbauten im Ortskern
- Historischer Dorfanger, vormals auch als Thingplatz genutzt
- Gutshof (ehemaliges Rittergut Werleshausen) mit schlossgleichem Herrenhaus
- klassizistisches Denkmal des Steinmetz- und Eisenbahnbrücken-Baumeisters Christian Barth (1833–1893) auf dem Friedhof für drei seiner Kinder
- die nahe gelegene Burg Ludwigstein
- die nahe gelegene Burg Hanstein
- die nahe gelegene Teufelskanzel bei Lindewerra

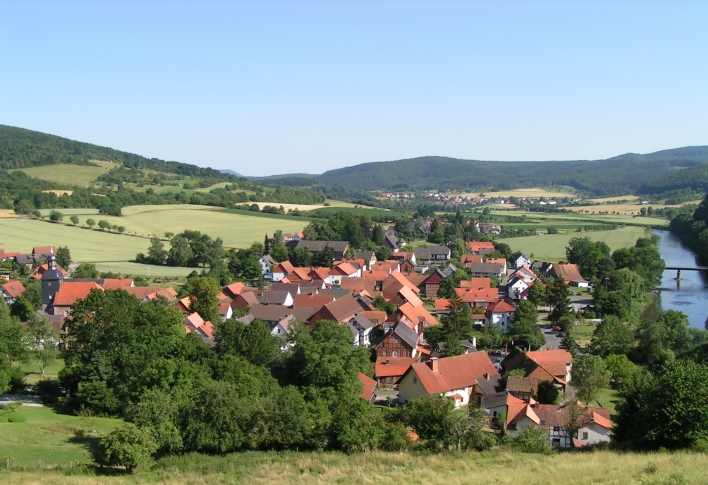
Dorfansicht
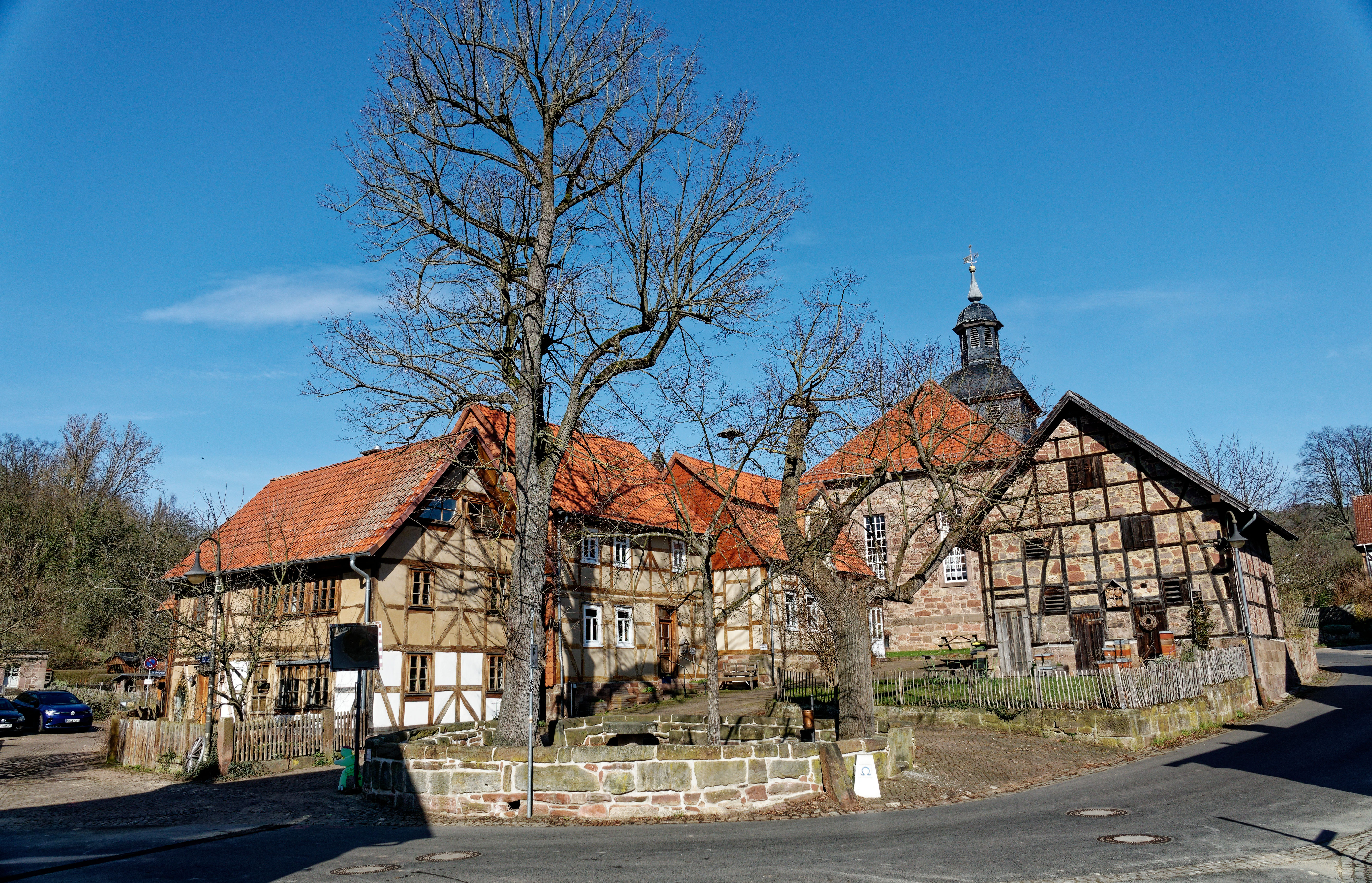
Ortszentrum
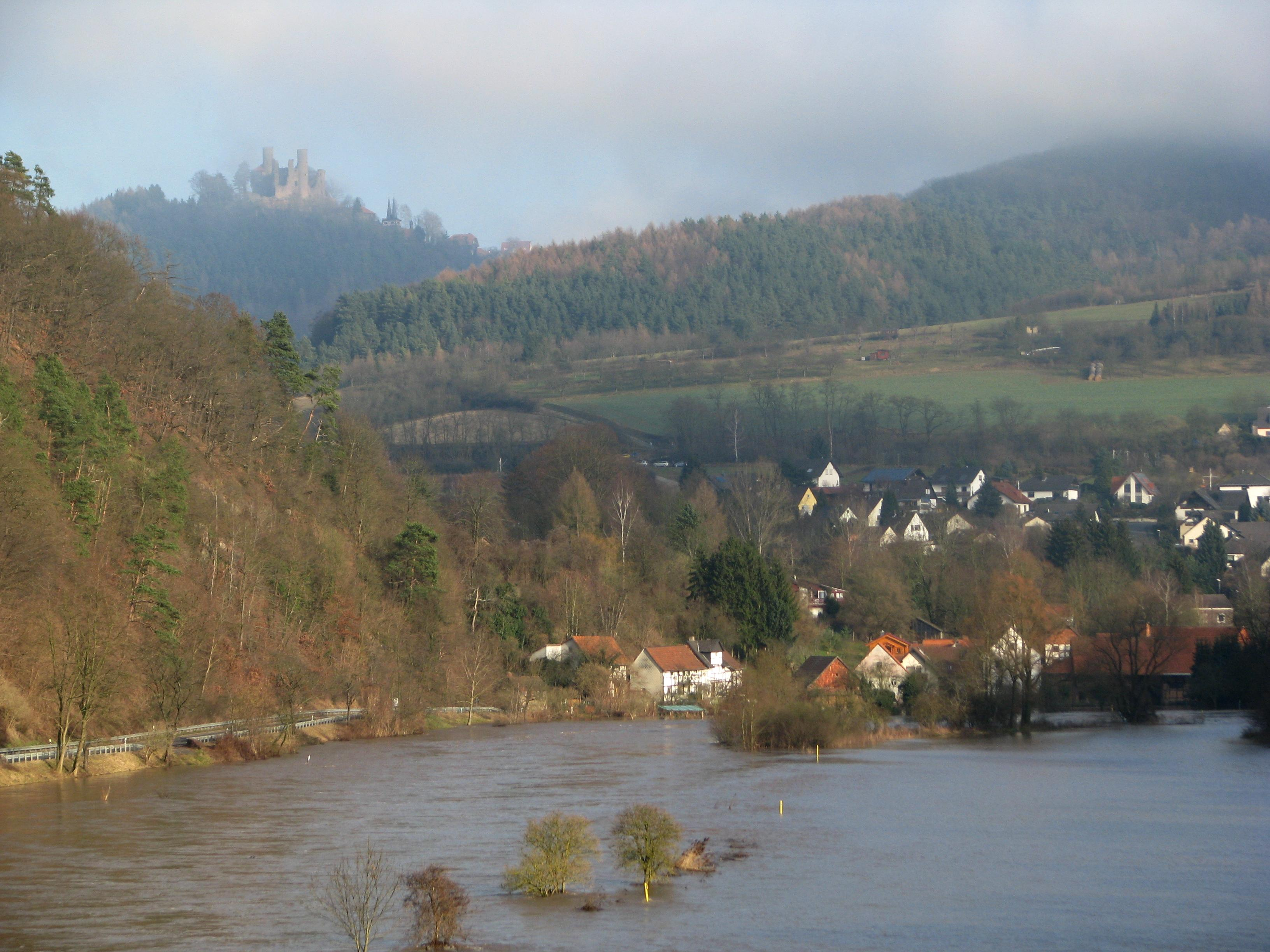
Werrahochwasser 2011 bei Werleshausen
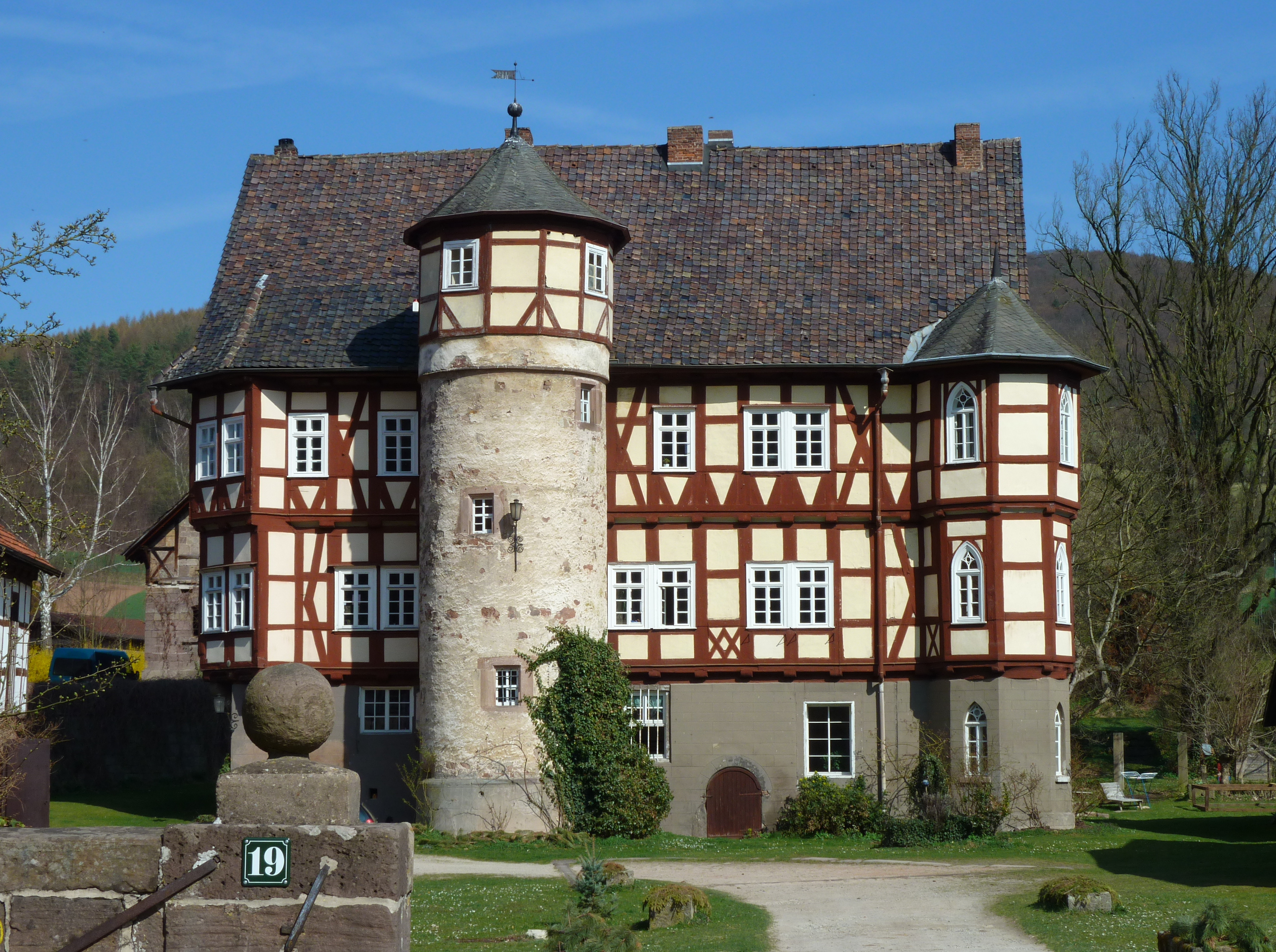
Herrenhaus im ehemaligen Rittergut (Gutshof)
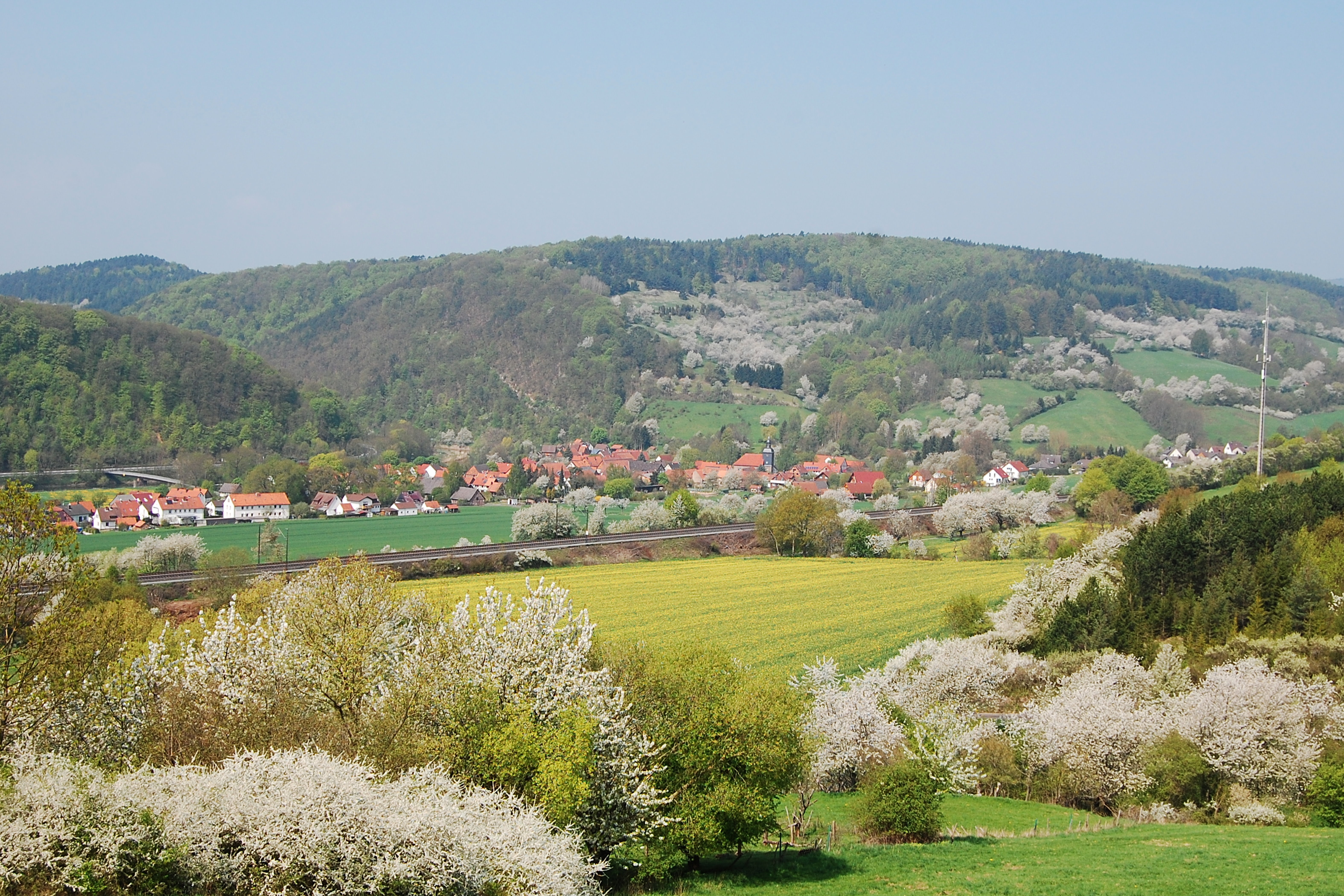
Kirschblüte
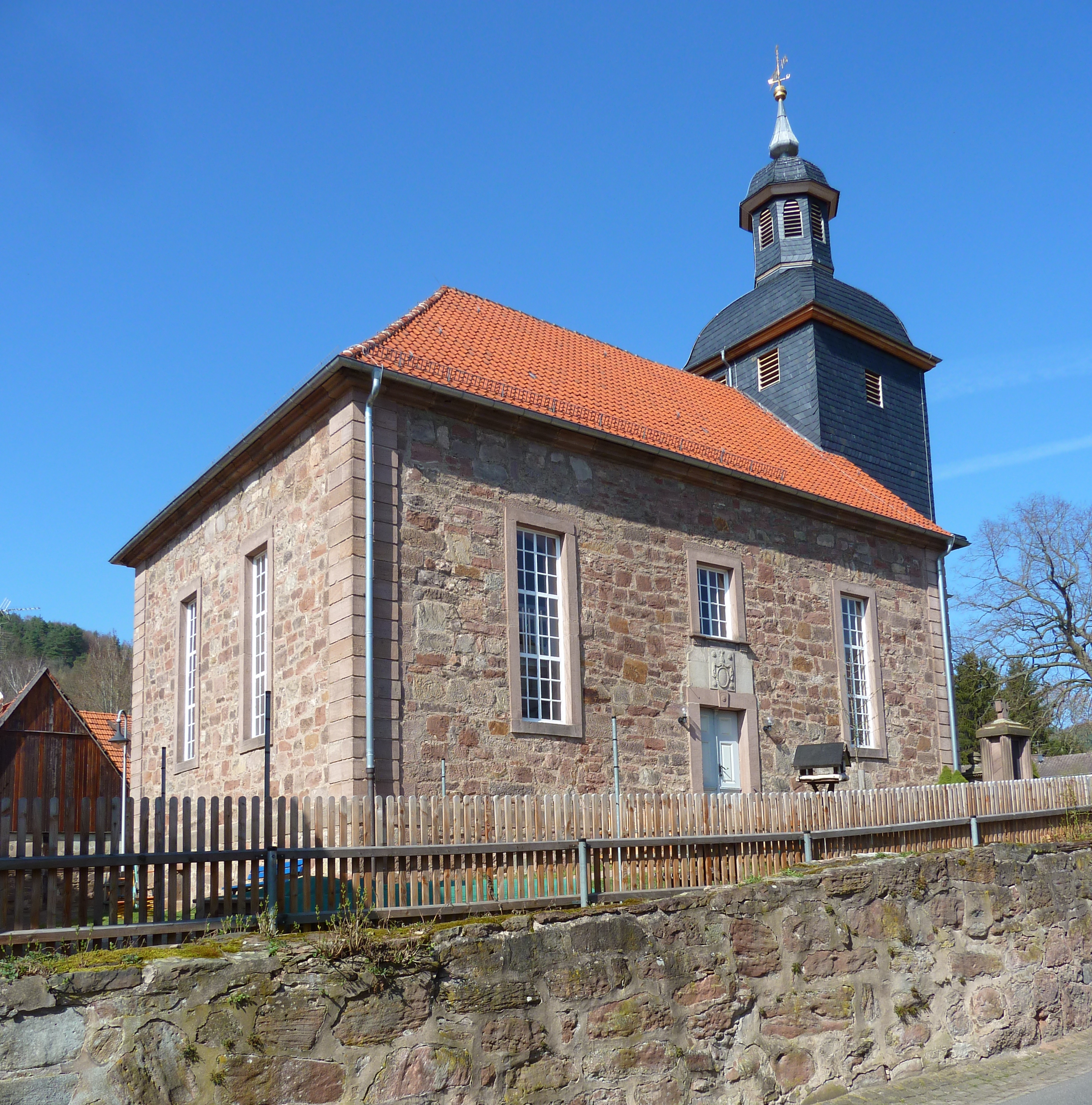
Ev. Dorfkirche

## Verkehr
Über die Bundesstraßen 27 (Göttingen – Eschwege) und 80 (Hann. Münden – Heilbad Heiligenstadt) ist das Dorf an das übergeordnete Straßennetz angebunden. Im etwa 15 km entfernten Friedland (Autobahndreieck Drammetal) besteht Anschluss an die Bundesautobahn 7 und die A 38 (Göttingen – Friedland – Heiligenstadt – Halle).

### Haltepunkt Werleshausen
Seit 1876 verläuft östlich von Werleshausen der Teilabschnitt Niederhone–Eichenberg–Friedland (Han) der Bahnstrecke Göttingen–Bebra. Im Jahr 1901 erhielt der Ort am Streckenkilometer 220,76 einen einfachen Haltepunkt mit zwei Bahnsteigen und einem kleinen einstöckigen Bahnhofsgebäude. Ab Juli 1945 lag der Haltepunkt mit dem Streckenabschnitt vom Bebenroth-Tunnel bis zur Werrabrücke bei Oberrieden in der sowjetischen Besatzungszone. Danach kam es zu Behinderungen im Bahnverkehr und schließlich wurde der Abschnitt komplett unterbrochen. Mit dem Wanfrieder Abkommen gehörte die Haltestelle zur amerikanischen Besatzungszone und der Verkehr wurde wieder aufgenommen. Personell besetzt war der Haltepunkt bis ins Jahr 1963, ab 1978 wurde der Personenverkehr eingestellt. Heute gibt es noch eine Überleitstelle Werleshausen-Bebenroth vor dem südlichen Tunneleingang. Die nächstgelegenen Bahnhöfe sind heute Witzenhausen-Nord an der Bahnstrecke Kassel-Göttingen und Eichenberg an der Nord-Süd-Strecke.

## Persönlichkeiten
Personen mit Verbindung zum Ort
- Hermann von Christen (1841–1919), Reichstagsabgeordneter
- Fritz von Christen (1872–1953), Landrat
- Walter von Christen (1874–1944), Verwaltungsjurist